# Shalimar (Floride)
Pour les articles homonymes, voir Shalimar (homonymie).
Shalimar est une ville du comté d'Okaloosa, dans le nord-ouest de la Floride aux États-Unis.

## Démographie
| 1950 | 1960 | 1970 | 1980 | 1990 | 2000 |
| ---- | ---- | ---- | ---- | ---- | ---- |
| 694  | 754  | 578  | 390  | 341  | 718  |

| 2010 | - | - | - | - | - |
| ---- | - | - | - | - | - |
| 717  | - | - | - | - | - |

## Source
- (en) Cet article est partiellement ou en totalité issu de l’article de Wikipédia en anglais intitulé « Shalimar, Florida » (voir la liste des auteurs).